# Relaciones Marruecos-Perú
Las relaciones Marruecos-Perú (en árabe: العلاقات المغربية البيرو‎) son las relaciones internacionales entre el Reino de Marruecos y la República del Perú. Desde 2021, las relaciones se encuentran distanciadas por el estatus político del Sahara Occidental.

## Descripción

### Historia
Las relaciones se oficializaron a finales en 1964 durante el primer gobierno del presidente Fernando Belaúnde y el mandato del rey Hasán II de Marruecos. Aunque es recién desde 2004, con la visita del rey Mohammed VI al Perú, el primer Jefe de Estado árabe, musulmán y africano en el país sudamericano, en donde las relaciones peruano-marroquíes se intensificaron.
En 2014, el presidente del Perú Ollanta Humala, mediante un representante en Rabat, dio un discurso sobre las relaciones entre su país y el reino norafricano frente al entonces presidente de Gobierno de Marruecos Abdelilah Benkirán. El gobierno marroquí creó un espacio público en Rabat llamada Plaza Perú.
En 2019, el entonces presidente del Congreso de la República del Perú Daniel Salaverry expresó que «El Perú mantiene relaciones diplomáticas con Marruecos desde más de cincuenta años. Tiempo durante el cual se han fortalecido esos lazos a través de delegaciones que han visitado ambos países» frente al embajador marroquí Youssef Balla.

### Cuestión del Sahara Occidental
Perú mantuvo una embajada en Rabat, que cerró de 1973 a 1986 por falta de disponibilidad de un encargado de negocios. Durante este tiempo, el embajador en Madrid estuvo acreditado ante el país, y Perú estableció relaciones diplomáticas con la República Árabe Saharaui Democrática (RASD), que no parecieron perturbar sus relaciones con Marruecos.
Tras congelarse las relaciones con la RASD en 1996,Perú mantuvo una posición ambigua sobre el reconocimiento de la República Árabe Saharaui Democrática, manteniendo una legitimación de facto desde el gobierno de Alberto Fujimori (1990-2000) ante la ocupación marroquí del Sáhara Occidental, que no deja de ser reconocida por la comunidad internacional.Esta posición se volvió a ver cuando en septiembre de 2017 al representante de la RASD, Jadiyetu El Mohtar, se le prohibió salir del Aeropuerto Internacional Jorge Chávez. El Mohtar tuvo que reunirse con el entonces presidente Pedro Pablo Kuczynski, lo que finalmente no ocurrió.
El 9 de septiembre de 2021, durante el gobierno de Pedro Castillo, Perú restableció relaciones diplomáticas con la RASD,lo cual fue criticado por el Congreso del Perú.
En 2022, el Ministerio de Relaciones Exteriores de Perú anunció que suspendía sus relaciones con la RASD y que en cambio "valora la integridad territorial del Reino de Marruecos", mencionando también que mejoraría sus relaciones con el país a través del intercambio comercial, incluyendo fertilizante.Este punto en particular fue destacado por algunos comentaristas, quienes señalaron que el área del Sahara Occidental controlada por Marruecos alberga las minas de fosfato a cielo abierto más grandes del mundo, siendo el fosfato fundamental en la fabricación de fertilizantes.A pesar de esto, las relaciones se restablecieron nuevamente con la RASD en septiembre del mismo año.
En 2023, durante el gobierno de Dina Boluarte, las relaciones con la RASD fueron suspendidas, aunque en el comunicado oficial la cancillería peruana no tomó una posición abiertamente pro-marroquí como en la presidencia Castillo, limitándose a que se «prevea la libre determinación del pueblo del Sáhara Occidental en el marco de disposiciones conformes a los principios y propósitos de la Carta de las Naciones Unidas».

## Impacto económico
El intercambio comercial entre Marruecos y el Perú a medianos de los años 2010 alcanzó US$ 24 millones de dólares estadounidenses. En 2015 los gobiernos de ambos países iniciaron conversaciones para la creación de un tratado de libre comercio (TLC).

## Misiones diplomáticas
- Marruecos tiene una embajada en Lima.
- Perú tiene una embajada en Rabat.